# 卡伦·梅楚克
卡伦·梅楚克（德語：Caren Metschuck，1963年9月27日—），德国前女子游泳运动员，主攻蝶泳和自由泳。她曾代表东德参加1980年夏季奥林匹克运动会游泳比赛，获得三枚金牌和一枚银牌。